# Acanthogryllus asiaticus
Acanthogryllus asiaticus är en insektsart som beskrevs av Andrej Vasiljevitj Gorochov 1990. Acanthogryllus asiaticus ingår i släktet Acanthogryllus och familjen syrsor. Inga underarter finns listade i Catalogue of Life.